# トキコシステムソリューションズ
トキコシステムソリューションズ株式会社（Tokico System Solutions, Ltd.）は、石油関連の計装機器の製造を中心とする機械メーカーである。
東京瓦斯電気工業（瓦斯電）を源流とする多数の企業のうちの一つである。

## 概要
トキコ（旧社名：東京機器工業、現：日立Astemo）の系列会社のトキコテクノ (Tokico Techno) が前身。同社は、ガソリンスタンドの計量器、エコ・ステーションの充填器、ディスペンサーを製造・販売していたが、2015年（平成27年）に日立オートモティブシステムズメジャメントに社名変更。その後2019年2月1日、日立オートモティブシステムズメジャメントの株式は投資ファンドのポラリス・キャピタル・グループに譲渡され、同年9月1日にトキコシステムソリューションズ (Tokico System Solutions) に商号変更した。
2022年4月、岩谷産業がポラリス・キャピタル・グループより全株式を譲受し、同社の完全子会社となった。

## 沿革
- 1937年 東京機器工業(株) (後にトキコ(株)に商号変更)として創立
- 1950年 トキコ油器(株)設立
- 1966年 トキコメンテナンス(株)設立
- 1998年 トキコ油器(株)とトキコメンテナンス(株)が合併し、トキコテクノ(株)に商号変更
- 2002年 トキコ(株)計装事業部門とトキコテクノ(株)が事業統合
- 2015年 日立オートモティブシステムズメジャメント(株)に商号変更
- 2019年 トキコシステムソリューションズ (株)に商号変更